# Юрьева, Маргарита Валентиновна
Маргари́та Валенти́новна Ю́рьева (настоящая фамилия — Юрге, по мужу — Майорова; 11 мая 1925, Подольск, Московская губерния — 12 октября 2018, Москва) — советская и российская актриса. Народная артистка РСФСР (1969).

## Биография
Родилась 11 мая 1925 года в городе Подольск Московской области в семье известного конструктора-оптика Валентина Фрицевича Юрге (1890—1986). В 1933 году семья переехала в Ленинград, в связи с назначением отца Юрьевой заместителем директора по оптической части вновь организованного Всесоюзного государственного института по проектированию заводов точной машиностроительной промышленности в Ленинграде, где Юрьева в 1933—1939 годах училась в известной немецкой школе Петришуле. В 1939 году семья вернулась в Москву.
В 1943 году была принята в только что созданную Школу-студию имени Вл. И. Немировича-Данченко при МХАТ СССР имени М. Горького (курс И. М. Раевского), на сцене которого, ещё будучи студенткой, дебютировала в 1945 году в спектакле «Идеальный муж» по пьесе О. Уайльда (режиссёр В. Я. Станицын). В 1947 году, окончив Школу-студию МХАТ с отличием, была принята в труппу МХАТ им. М. Горького. С Художественным театром связана вся творческая биография М. В. Юрьевой. Её учителями были знаменитые режиссёры и актёры театра: В. Я. Станицын, М. Н. Кедров, Б. Н. Ливанов, И. М. Раевский, великие актрисы Алла Константиновна Тарасова и Анастасия Платоновна Зуева.
Со спектаклями Художественного театра много гастролировала по городам СССР и за рубежом. С 1958 года по 1978 год выступала на сценах Лондона, Парижа, Варшавы, Будапешта, Нью-Йорка, Токио, Нагасаки и других городах мира. Её триумфальная роль — Маша в легендарном спектакле МХАТ «Три сестры» А. П. Чехова (возобновление 1958 года; постановка Вл. И. Немировича-Данченко, Н. Н. Литовцевой, И. М. Раевского). В образе Маши соединились огромный талант актрисы, природная женская красота, истинная влюблённость в мир чеховской драматургии и её глубокое понимание. В этой роли, блистательно сыгранной актрисой, особенно ярко проявились самые сильные стороны художнической индивидуальности Юрьевой. Известный польский театральный критик Роман Шидловски писал в варшавской газете:

 «Актрису такой ослепительной красоты и выразительной силы напрасно было бы искать на многих сценах мира. Её чарующие чёрные глаза буквально приковывают к себе зрительный зал. А сколько она сумела „сказать“, не говоря ни слова, в сцене прощания с Вершининым!».
С 1987 года, после разделения театра на две труппы, М. В. Юрьева до конца жизни состояла в труппе МХАТ имени М. Горького под руководством Т. В. Дорониной.
В кино дебютировала в 1947 году в фильме М. С. Донского «Сельская учительница» («Воспитание чувств»), но снималась мало из-за занятости в театре и частых гастролей.
Скончалась 12 октября 2018 года. Похоронена на Новодевичьем кладбище в Москве.

## Творчество

### Театральные работы
МХАТ СССР имени М. Горького
- 1945 — «Идеальный муж» О. Уайльда; постановка В. Я. Станицына — Дама на балу (премьера)
- 1948 — «Двенадцать месяцев» С. Я. Маршака; постановка В. Я. Станицына и Н. М. Горчакова — Лиса (премьера)
- 1949 — «Домби и сын» Ч. Диккенса; постановка В. Я. Станицына — Эдит Домби (премьера)
- 1950 — «Разлом» Б. А. Лавренёва; постановка В. Я. Станицына и И. М. Раевского — Татьяна (премьера)
- 1953 — «Последние дни» М. А. Булгакова; постановка В. Я. Станицына и В. О. Топоркова — Натали Гончарова (ввод)
- 1954 — «Лермонтов» Б. А. Лавренёва; постановка В. Я. Станицына и И. М. Раевского — Щербатова (премьера)
- 1955 — «Двенадцатая ночь» У. Шекспира; постановка В. Я. Станицына и П. В. Массальского — Оливия (премьера)
- 1955 — «Синяя птица» М. Метерлинка (постановка К. С. Станиславского, Л. А. Сулержицкого, И. М. Москвина) — Фея (ввод)
- 1957 — «Ученик дьявола» Б. Шоу; постановка Г. Г. Конского — Джудит (премьера)
- 1958 — «Три сестры» А. П. Чехова (постановка Вл. Немировича-Данченко, Н. Литовцевой, И. Раевского) — Маша (ввод)
- 1959 — «Лиса и виноград» Г. Фигейредо; постановка П. В. Лесли — Клея (ввод)
- 1959 — «Зимняя сказка» У. Шекспира; постановка М. Н. Кедрова — Гермиона (ввод)
- 1961 — «Над Днепром» А. Е. Корнейчука; постановка М. Н. Кедрова, И. М. Раевского и С. К. Блинникова — Марина (премьера)
- 1962 — «Анна Каренина» по Л. Н. Толстому; постановка В. И. Немирович-Данченко и В. Г. Сахновского — Анна (ввод)
- 1963 — «Друзья и годы» Л. Г. Зорина; постановка А. А. Петрова — Татьяна (премьера)
- 1964 — «Зима тревоги нашей» по Дж. Стейнбеку; постановка В. П. Маркова — Марджи (премьера)
- 1967 — «Братья Карамазовы» Ф. М. Достоевского; постановка Б. Н. Ливанова — Катерина Ивановна (ввод)
- 1967 — «Ночная исповедь» А. Н. Арбузова; постановка Б. Н. Ливанова — Глебова (премьера)
- 1967 — «Чрезвычайный посол» А. С. и П. Л. Тур;постановка И. М. Раевского — Графиня Рунге (премьера)
- 1968 — «Враги» М. Горького; постановка В. И. Немировича-Данченко и М. Н. Кедрова (возобновление) — Татьяна Луговая
- 1968 — «Кремлёвские куранты» Н. Погодина (постановка Вл. Немировича-Данченко, Л. М. Леонидова) — Забелина(ввод)
- 1971 — «Валентин и Валентина» М. Рощина (реж. О. Ефремов) — Мать Валентина (премьера)
- 1972 — «Валентин и Валентина» М. Рощина (реж. О. Ефремов) — Мать Валентины (ввод)
- 1973 — «Юпитер смеётся» А. Кронина; постановка А. М. Карева и Н. Д. Ковшова — Глэдис Брэгги (ввод)
- 1974 — «Дни Турбиных» М. А. Булгакова; постановка Л. В. Варпаховского — Елена Тальберг (ввод)
- 1974 — «Мёртвые души» по Н. В. Гоголю; постановка К. С. Станиславского и В. Г. Сахновского — Губернаторша (ввод)
- 1975 — «Медная бабушка» Л. Г. Зорина; постановка О. Н. Ефремова — Дарья Фикельмон (премьера)
- 1976 — «Три сестры» А. П. Чехова (постановка Вл. Немировича-Данченко, Н. Литовцевой, И. Раевского) — Ольга (ввод)
- 1977 — «Дачники» М. Горького (постановка В. П. Салюка) — Калерия (премьера)
- 1977 — «Валентин и Валентина» М. М. Рощина; постановка О. Н. Ефремова — Бабка (ввод)
- 1982 — «Последние» М. Горького (реж. В. Салюк) — Госпожа Соколова (ввод)
- 1983 — «Мать обвиняет» по пьесе К. Чапека «Мать»; постановка М. Г. Розовского — Мать (премьера)
- 1983 — «Урок английского» Н. Танска; постановка М. Г. Розовского — Учительница (премьера)

МХАТ имени М. Горького
- 1988 — «Синяя птица» М. Метерлинка (постановка К. С. Станиславского, Л. А. Сулержицкого, И. М. Москвина) — Ночь и Соседка Берленго (ввод)
- 1989 — «Синяя птица» М. Метерлинка (постановка К. С. Станиславского, Л. А. Сулержицкого, И. М. Москвина) — Бабушка (ввод)
- 1990 — «Французский квартал» Т. Уильямса; постановка Т. В. Дорониной — Миссис Керри (премьера)
- 1995 — «На всякого мудреца довольно простоты» А. Н. Островского; постановка В. Я. Станицына и В. Н. Шиловского — Турусина (ввод)
- 1998 — «Её друзья» В. Розова (реж. В. Усков) — директор школы Вера Николаевна (ввод)
- 1998 — «В день свадьбы» В. Розова (реж. В. Усков) — Матвеевна и Сергеевна (премьера)
- 1998 — «Весь Ваш, Антоша Чехонте» по А. П. Чехову; постановка Э. Лотяну — Мерчуткина (премьера)
- 1999 — «… одна любовь души моей» по Александру Пушкину; постановка Т. В. Дорониной — Монахиня (премьера)
- 2001 — «Униженные и оскорблённые» по Ф. М. Достоевскому; постановка Т. В. Дорониной — Нищенка (ввод)
- 2008 — «Комедианты господина…» по пьесе М. А. Булгакова «Кабала святош»; постановка Т. В. Дорониной — Ренэ (премьера)
- 2013 — «Пространство для любви» В. Янсюкевича; постановка А. И. Дмитриева — Маргарита Васильевна (премьера).

### Фильмография
- 1947 — «Сельская учительница» — Варя Воронова
- 1953 — «Анна Каренина» — эпизод
- 1955 — «Уроки жизни» — Лиля
- 1957 — «Искатели» — Марина
- 1966 — «Тени старого замка» — Кярт Ребане, учительница немецкого языка. В прошлом — Гертруда фон Лорингер, она же агент «Сова»
- 1967—1970 — «Штрихи к портрету В. И. Ленина» — Александра Коллонтай (Фильм первый «Поимённое голосование»)
- 1971 — «Заговор» — Мардж
- 1972 — «Враги» — Татьяна
- 1979 — «Дачники» — Калерия
- 1984 — «Три сестры» — Ольга
- 2001 — «Сыщики» (Фильм 10-й «Дом, где исчезают мужья», т/с) — библиотекарь
- 2008 — «Срочно в номер-2» (Фильм 7-й «Наследство», т/с) — княгиня Драгомирова

## Награды
- 1959 — почётное звание «Заслуженный артист РСФСР».
- 1969 — почётное звание «Народный артист РСФСР».
- Орден «Знак Почёта» (1981)
- Орден Дружбы (1999)
- Орден Почёта (2006)
- Медаль «За доблестный труд в Великой Отечественной войне 1941—1945 гг.» (1945)
- Медаль «В память 800-летия Москвы» (1948)
- Юбилейная медаль «Сорок лет Победы в Великой Отечественной войне 1941—1945 гг.» (1985)
- Медаль «Ветеран труда» (1987)
- Юбилейная медаль «50 лет Победы в Великой Отечественной войне 1941—1945 гг.» (1995)
- Медаль «В память 850-летия Москвы» (1997)
- Медаль «100 лет профсоюзам России» (2005)
- Юбилейная медаль «60 лет Победы в Великой Отечественной войне 1941—1945 гг.» (2005)
- Юбилейная медаль «65 лет Победы в Великой Отечественной войне 1941—1945 гг.» (2010)
- Юбилейная медаль «70 лет Победы в Великой Отечественной войне 1941—1945 гг.» (2015)
- Лауреат III фестиваля драматического искусства ЧССР в СССР (1983) — роль Матери в спектакле МХАТ СССР имени М. Горького «Мать» по пьесе К. Чапека.